# فرودگاه پاتریکس فیورد
 فرودگاه پاتریکس فیورد (به انگلیسی: Patreksfjörður Airport) یک فرودگاه همگانی با کد یاتا PFJ است که یک باند فرود آسفالت دارد و طول باند آن ۱۴۰۰ متر است. این فرودگاه در کشور ایسلند قرار دارد و در ارتفاع ۳ متری از سطح دریا واقع شده است.